# Proterospastis antiphracta
Proterospastis antiphracta är en fjärilsart som beskrevs av Edward Meyrick 1909. Proterospastis antiphracta ingår i släktet Proterospastis och familjen äkta malar. Inga underarter finns listade i Catalogue of Life.